# República Centroafricana en los Juegos Paralímpicos de Tokio 2020
La República Centroafricana estuvo representada en los Juegos Paralímpicos de Tokio 2020 por una deportista femenina. El equipo paralímpico centroafricano no obtuvo ninguna medalla en estos Juegos.